# Орандж (округ, Індіана)
Шаблон:StateAbbr_ 38°32′ пн. ш. 86°30′ зх. д. / 38.54° пн. ш. 86.5° зх. д.
Округ  О́рандж (англ. Orange County) — округ (графство) у штаті  Індіана, США. Ідентифікатор округу 18117.

## Історія
Округ утворений 1816 року.

## Демографія
За даними перепису 
2000 року 
загальне населення округу становило 19306 осіб, зокрема міського населення було 6287, а сільського — 13019.
Серед мешканців округу чоловіків було 9489, а жінок — 9817. В окрузі було 7621 домогосподарство, 5340 родин, які мешкали в 8348 будинках.
Середній розмір родини становив 3.
Віковий розподіл населення поданий у таблиці:
| Стать    | До 15 років | 15-21 | 22-29 | 30-39 | 40-49 | 50-65 | 65-85 | Понад 85 |
| -------- | ----------- | ----- | ----- | ----- | ----- | ----- | ----- | -------- |
| Чоловіки | 2084        | 861   | 912   | 1389  | 1466  | 1565  | 1103  | 109      |
| Жінки    | 2048        | 845   | 905   | 1313  | 1407  | 1643  | 1415  | 241      |

## Суміжні округи
- Лоуренс — північ
- Вашингтон — схід
- Кроуфорд — південь
- Дюбойс — південний захід
- Мартін — північний захід

## Виноски
1. ↑  US Decennial Census. US Census Bureau. Процитовано 10 липня 2014.
2. ↑  Historical Census Browser. University of Virginia Library. Архів оригіналу за 11 серпня 2012. Процитовано 10 липня 2014.
3. ↑  Population of Counties by Decennial Census: 1900 to 1990. US Census Bureau. Процитовано 10 липня 2014.
4. ↑  Census 2000 PHC-T-4. Ranking Tables for Counties: 1990 and 2000 (PDF). US Census Bureau. Процитовано 10 липня 2014.
5. ↑  Orange County QuickFacts. Архів оригіналу за 7 червня 2011. Процитовано 25 вересня 2011.(англ.) Наведено за англійською вікіпедією.
6. ↑  American FactFinder. Бюро перепису населення США. Архів оригіналу за 26 лютого 2012. Процитовано 31 січня 2008.

| США | Це незавершена стаття з географії США. Ви можете допомогти проєкту, виправивши або дописавши її. |